# IELTS
International English Language Testing System（IELTS, アイエルツ、国際英語試験体系、こくさいえいごしけんたいけい）は、英語熟練度を測る英語検定の1つで、ケンブリッジ大学英語検定機構、ブリティッシュ・カウンシル（英国文化振興会）、IDP Educationによって協同で運営されている。アカデミック・モジュール（Academic Module、大学や他の高等教育機関への出願のためのテスト）とジェネラル・トレーニング・モジュール（General Training Module、一般的な生活、仕事や、移住関係に関わる英語のテスト）の2種類がある。IELTSの満点は9.0点。

## 概要
IELTSは聞く、読む、書く、話すの4つの英語力の試験を行なう。聞く、読む、書く、話すの4つの英語力はそれぞれ0（非受験者）から9.0（エキスパート・ユーザー）のバンドスコア（熟練度）で測られる。合格に必要な点数が決められているわけではなく、試験結果は0.5刻みで0から9.0のバンドスコアで示される。入学に必要なスコアなどは教育機関によって各々決められている。受験者は受験後も熟練度を維持していることを証明しない限り、各教育機関は2年以上前の試験結果を受諾しないこととされている。
イギリス英語で出題されるが、国際的な英語（アメリカ英語、オーストラリア英語など）が考慮されている。
TOEICやTOEFL (ITP) テストと異なり問題用紙の書き込みは許可されている。 

### モジュール
IELTSは2つのフォーマットがあり、アカデミック・モジュール、ジェネラル・トレーニング・モジュールのどちらかを選んで受ける。アカデミック・モジュールは大学進学向けのモジュール。ジェネラル・トレーニング・モジュールはイギリス、オーストラリア、カナダなどでの外国人の永住権やビザ取得で英語レベルを求められたときのためのモジュール。
IELTSはイギリス、オーストラリア、カナダ、アイルランド、ニュージーランド、南アフリカ共和国のほとんどの教育機関で受け入れられ、アメリカ合衆国の3000以上の教育機関で受け入れられている。またオーストラリア、ニュージーランド、カナダへの移民の必要条件となっている。
大学により必須スコアに差があるが、通常のイギリス・オーストラリア・ニュージーランドの大学の場合が総合バンドスコア5.5 - 7.0が求められる。日本の受験者の平均は2017年はアカデミック・モジュールが5.81、ジェネラル・トレーニング・モジュールが5.68。
2014年までイギリスの移住のためのビザ取得の為に、英語能力を図るためにTOEIC（SWテストも含む）、TOEFL等もIELTS同様に語学能力証明として認められていたが、英国国内におけるTOEICテストの実施を委託された団体による不正があったためTOEFLとTOEICのスコアが認められなくなり、唯一認められるのがIELTSだけとなった。

## 試験構成

### Listening
（試験時間：40分、問題数：40問）リスニングは合計4セクション（各セクション10問）で成り立っている。初めにネイティブスピーカーによる会話やモノローグが約30分流れ、受験者は聞きながらメモや解答を問題用紙に記入する。残りの10分間で解答を解答用紙に書き写す時間が与えられる。セクション1,2は日常的な会話や生活に関する説明が主に出題され、セクション3,4は講義、セミナーなど大学での授業を想定した学術的な内容が出題される。問題構成はETS系のテスト（TOEFLやTOEICテスト）とは異なり4択問題だけでなく、様々なタイプの問題（選択問題、地図、図表の分類、フローチャートの穴埋め、記述式問題など）が出題される。綴り（スペル）や文法による間違い（複数形のs抜けなど）も不正解となるためスペリングミスには注意を払う必要がある。どのセクションも音声は一度しか聞くことができない。出題は主にイギリス英語であるが、様々な国のアクセントを用いた英語が使用される。話の要点や特定の情報を聞き取る能力、話者の意図や目的を理解する力、議論の展開についていける力など幅広いリスニング力が問われる内容となっている。

### Reading
（試験時間：60分、問題数：40問）リーディングは合計3つの長文（トータルで約2,150 - 2,750語）が出され、様々なタイプの問題（選択問題、正誤問題、組み合わせ問題、見出し、主題の選択、文章、要約、表などの穴埋め、記述式問題）が出題される。リーディングでは解答用紙に書き写すための時間は用意されておらず、すべて60分以内に解答する必要がある。文章の要点や趣旨、詳細を把握する力、言外の意味を読み取る力、著者の意図や姿勢を理解する力、議論の展開についていく力など幅広いリーディング力が問われる。アカデミックとジェネラルでは問題構成が異なっている。
アカデミックの場合、文章は、書籍、専門誌、雑誌、新聞などの抜粋で、学術的なトピックに関して一般読者向けに書かれたものである。内容は英語圏の大学や大学院に進学を予定している受験者に適したものとなっている。文章は描写文や事実を述べた文、色々な見解が書かれた文から物事を分析したものなど様々で、図形やグラフ、イラストなどが含まれる場合もある。少なくとも1問は論理的な議論を扱ったものであり、文章中に専門用語が使われている場合には、簡単な注釈がついている。3つの問題のうち最低1問は文章全体を把握しないと大幅に得点ロスになってしまう問題が出題される。なお、日本で受験できる英語試験で1時間で2,500字の文章読解を課されているのは英検1級・準1級とごく僅かである。
ジェネラル・トレーニングの場合,　問題文は、注意書き、広告、公式文書、小冊子、新聞、マニュアル、チラシ、時刻表、雑誌、書籍などから出題される。基本的に1問目と2問目は英語圏での日常生活に関連したものである。（アパートの比較・商品の説明・英語学校のパンフレットなど）3問目に関しては、実際に受験者が生活で想定する長めで複雑な文章が出題される。

### Writing
（試験時間：60分、問題数：2問）
ライティングではタスクと呼ばれる設問が2問出題される。タスク1は約150語、タスク2では約250語論述する必要がある。（タスク2はタスク1よりも配点が高くなっている。）論述した単語数が規定分量を下回った場合、どんなに論理的な文章を書いたとしても大幅にスコアダウンを受けることになる。受験者の解答は、ネイティブスピーカーのIELTS試験官によって4つの評価基準（質問に適切に答えているか、文章は論理的で一貫性はあるか、幅広く正確な語彙・文法が使われているか）に基づいて採点される。
アカデミックの場合、タスク1は、グラフや図などで与えられた情報を分析し、自分の言葉で客観的に説明する。また、物事の過程や手順の説明を問われることもある。タスク2ではある主張や問題に対してエッセイを書く。タスク1では、データを分析・比較し、それを説明する、もしくは物事の過程や手順を説明する力が問われ、タスク2ではある問題に対して、どのような意見を持っているかを説明し、根拠や例を挙げて比較検討しながら、筋道を立てて自分の主張を展開し、説得力を持たせる力が問われる形式となっている。 
ジェネラル・トレーニングの場合、タスク1は、提示された問題に関して、現状を説明したり情報を請求したりする手紙を書く。個人的な内容の文章ではあるが、フォーマルな感じの文章に仕上げることが求められる。タスク2は、アカデミックの場合と同様に、与えられたテーマに対して意見を述べ論証していくもの。テーマに関しては日常の暮らしの意見の問題が多い。

### Speaking
（試験時間：11分 - 14分）
スピーキングはネイティブスピーカーの試験官との1対1のインタビュー形式で行われ、3つのパートから構成される。テストの内容は全て録音される。受験者の受け答えは、IELTS試験官によって4つの評価基準（流暢さと一貫性、語彙力、文法力、発音）に基づいて採点される。パート1では試験官が自己紹介をした後、受験者の名前を尋ね、パスポートを使って本人確認を行い、家族、仕事、勉強、趣味などの一般的なトピックに関して質問される。パート2では試験官からトピックと言及すべきポイントが書かれたカード (Task card) が渡される。受験者には１分間の準備時間とメモを取るための鉛筆と紙が与えられ、その後最大2分間のスピーチを行う。パート3では試験官からパート2のトピックについてより掘り下げた質問がされる。受験者はトピックについてより深く自分の考えを述べることができる。質問に答えながら、日常の話題や出来事について情報を伝え、意見を述べるコミュニケーション能力、与えられたトピックに関して適切な言葉使いと一貫性を持って、ある程度の長さのスピーチをする能力、説得力のある意見を述べ、物事を分析、議論、推測する力がスピーキングにおいて問われる形式となっている。

## バンドスコア
| 点  | タイトル               | 詳細 | CEFR |
| --- | ---------------------- | --- | ---- |
| 9.0 | エキスパート・ユーザー | 十分に英語を駆使する能力を有している。適切、正確かつ流暢で、完全な理解力もある。 | C2   |
| 8.5 | 非常に優秀なユーザー   | 時折、非体系的な不正確さや不適切さがみられるものの、十分に英語を駆使する能力を有している。慣れない状況においては、誤解が生ずることもありえる。込み入った議論に、うまく対応できる。                                           | C2   |
| 8.0 | 非常に優秀なユーザー   | 時折、非体系的な不正確さや不適切さがみられるものの、十分に英語を駆使する能力を有している。慣れない状況においては、誤解が生ずることもありえる。込み入った議論に、うまく対応できる。                                           | C1   |
| 7.5 | 優秀なユーザー         | 時折、不正確さや不適切さが見られ、また状況によっては誤解が生ずる可能性もあるが、英語を駆使する能力を有している。複雑な言語も概して上手く扱っており、詳細な論理を理解している。                                               | C1   |
| 7.0 | 優秀なユーザー         | 時折、不正確さや不適切さが見られ、また状況によっては誤解が生ずる可能性もあるが、英語を駆使する能力を有している。複雑な言語も概して上手く扱っており、詳細な論理を理解している。                                               | C1   |
| 6.5 | 有能なユーザー         | 不正確さ、不適切さ、および誤解がいくらか見られるものの、概して効果的に英語を駆使する能力を有している。特に、慣れた状況においては、かなり複雑な言語を使いこなすことができる。                                                 | B2   |
| 6.0 | 有能なユーザー         | 不正確さ、不適切さ、および誤解がいくらか見られるものの、概して効果的に英語を駆使する能力を有している。特に、慣れた状況においては、かなり複雑な言語を使いこなすことができる。                                                 | B2   |
| 5.5 | 中程度のユーザー       | 部分的に英語を駆使する能力を有しており、大概の状況において全体的な意味をつかむことができる。ただし、多くの間違いを犯すことも予想される。自身の分野においては、基本的なコミュニケーションを行うことができる。                 | B2   |
| 5.0 | 中程度のユーザー       | 部分的に英語を駆使する能力を有しており、大概の状況において全体的な意味をつかむことができる。ただし、多くの間違いを犯すことも予想される。自身の分野においては、基本的なコミュニケーションを行うことができる。                 | B1   |
| 4.5 | 限定的ユーザー         | 慣れた状況おいてのみ、基本的能力を発揮できる。理解力、表現力の問題が頻繁にみられる。複雑な言語は使用できない。 | B1   |
| 4.0 | 限定的ユーザー         | 慣れた状況おいてのみ、基本的能力を発揮できる。理解力、表現力の問題が頻繁にみられる。複雑な言語は使用できない。 | B1   |
| 3.5 | 非常に限定的なユーザー | 非常に慣れた状況おいて、一般的な意味のみを伝え、理解することができる。コミュニケーションが頻繁に途絶える。 | N/A  |
| 3.0 | 非常に限定的なユーザー | 非常に慣れた状況おいて、一般的な意味のみを伝え、理解することができる。コミュニケーションが頻繁に途絶える。 | N/A  |
| 2.5 | 一時的なユーザー       | 確実なコミュニケーションを行うことは不可能。慣れた状況下で、その場の必要性に対処するため、極めて基本的な情報を単語の羅列や短い定型句を用いて伝えることしかできない。英語による会話、および文章を理解するのに非常に苦労する。 | N/A  |
| 2.0 | 一時的なユーザー       | 確実なコミュニケーションを行うことは不可能。慣れた状況下で、その場の必要性に対処するため、極めて基本的な情報を単語の羅列や短い定型句を用いて伝えることしかできない。英語による会話、および文章を理解するのに非常に苦労する。 | N/A  |
| 1.5 | 非ユーザー             | いくつかの単語を羅列して用いることしかできず、基本的に英語を使用する能力を有していない。 | N/A  |
| 1.0 | 非ユーザー             | いくつかの単語を羅列して用いることしかできず、基本的に英語を使用する能力を有していない。 | N/A  |
| 0.0 | 非受験者               | 詳細可能な情報なし。 | N/A  |

## 世界の傾向
世界300か所ほどのテスト会場で実際し、2016年の全世界での受験者数は290万人を越え、2009年の2倍強である。
最も受験者数が多い場所：
- Academic Module　中国大陸、インド、イギリス
- General Training Module　インド、中国大陸、オーストラリア

毎年最大で48テスト行われ、各テストセンターは場所によって1か月に最大4回のテストを行っている。

### 日本
2010年から、英検などを運営している日本英語検定協会が日本におけるIELTSとの共同運営が決まった。内容は英検協会がIELTSの普及促進活動や受付申込・試験実施などを全面的に引き継いだうえで、ブリティッシュ・カウンシルは今後ともノウハウを提供しながら共同運営を行う。この共同運営体制により、国内のグローバル人材育成機運と共に、IELTSの認知が一気に広がり、2016年には体制発足前の約4.5倍に受験者が拡大した。
2015年、ブリティッシュ・カウンシルは、英国ビザ申請のために必要な英語能力証明テストであるIELTS for UKVIの運営を開始。
2016年、IELTS共同所有機関のひとつIDP:IELTS Australiaは、日本での試験実施を開始し、一般財団法人日本スタディ・アブロード・ファンデーショ ン（JSAF）、2019年には学校法人北九州予備校をIELTS公式テストセンターに認定。同じく2019年、IDP直営としては国内初のテストセンター「IDP IELTS札幌テストセンター」を札幌に設立。2020年には株式会社バークレーハウスをIELTS公式テストセンターに認定。
2019年よりすでにオーストラリアをはじめとする海外のテストセンターで実施されている「コンピューターで受験するIELTS」を日本国内でもIDP公式テストセンターである一般財団法人日本スタディ・アブロード・ファンデーション（JSAF）が東京・高田馬場にて、ブリティッシュ・カウンシルが東京・飯田橋にて、株式会社バークレーハウスが東京・市ヶ谷にて開始し、現在ほぼ毎日IELTS試験が実施されている。
2020年8月より、日本英語検定協会が東京・新宿および牛込神楽坂にて、翌年2021年3月より大阪・梅田にて「コンピューターで受験するIELTS(CD IELTS)」のテストセンターを開始。2021年6月には、英検準2級以上の受験者を対象として、受験者を応援するための5,000円分のギフトカードプレゼントを行っている。
2021年4月より、日本英語検定協会が、東京および大阪にて、IELTS for UKVIの運営を開始。日本英語検定協会は、IELTS、CD IELTS、そしてIELTS for UKVIと、ほぼ全種類のIELTSを一団体で取り扱うことのできる、世界でもあまりない大きなIELTSの独立テストセンターとなった。
2020年より株式会社バークレーハウスが東京にて1店舗目「コンピューターで受験するIELTS(CD IELTS)」のテストセンターが開始される。
2021年7月より株式会社バークレーハウスが名古屋にて2店舗目、大阪にて3店舗目の「コンピューターで受験するIELTS(CD IELTS)」のテストセンターをオープンしている。
IELTSは2021年現在、札幌、仙台、埼玉、東京、横浜/川崎、長野、松本、金沢、静岡、名古屋、京都、大阪、神戸、岡山、広島、福岡、熊本、沖縄で提供されている。
日本の受験者数は増加傾向が続いており、2016年には3万7000人が受検した。

## 受験時の注意点
- 筆記試験を実施する部屋に持ち込むことが出来るものはパスポート、ボールペン（会場で提供）、透明ボトルに入った水（ラベルは剥がす）、試験当日に有効なパスポートのカラーコピーの5点のみであり、その他は荷物室に預ける必要があり、持ち込みは一切できない。
- IELTSは日本国旅券のみ本人確認書類として認めている。
- 他の英語の検定資格と異なり、本人確認が厳格である。2012年より「本人審査システム」を完全導入して「パスポートの登録」「指紋登録」「顔写真撮影」と言う、入出国審査並みの本人確認が導入された[6]。
- 他の試験と異なり、荷物チェックがある。国連英検や実用英語技能検定の場合は、シャープペンシルでも解答用紙の記入が可能だが、IELTSは会場で提供されるボールペンのみしか認めていない[7]。
- IELTSの試験中は休憩時間がないため、トイレに行きたい場合は試験時間を削って行くことになるため注意が必要である。その際、試験監督者にパスポートを提示し、再度指紋認証が必須となる。

## 受験代金と支払い方法
- ペーパー試験の受験料は25,380円。
- コンピューター試験（CD IELTS）の受験料は実施団体によって異なる。日本英語検定協会、UKPLUSはペーパー試験と同額の25,380円。IDPは26,400円。ブリティッシュ・カウンシルは27,500円。
- TOEFLと異なり日本円で支払うので、為替レートによって受験代金が変動することはない。支払方法はクレジットカード・コンビニ収納代行・郵便局のATMから選べる。
- 申し込みは全てインターネット上で行う。
- 日本英語検定協会の提供するペーパーベースのIELTSにおいては、大学や高校等が利用できる団体申込システムが存在する。